# Thomas Manfredini
Pour les articles homonymes, voir Manfredini.
Thomas Manfredini (né le 27 mai 1980 à Ferrare, en Émilie-Romagne) est un ancien footballeur italien qui évoluait au poste de défenseur.

## Carrière
- 1997-1999 : SPAL Ferrara (14 matchs, 0 but)
- 1999-2004 : Udinese Calcio (64 matchs, 2 buts)
- 2004 : ACF Fiorentina, prêt (11 matchs, 0 but)
- 2004-2005 : Calcio Catane, prêt (30 matchs, 3 buts)
- 2005-2006 : Rimini Calcio, prêt (22 matchs, 0 but)
- 2006-2007 : Bologne FC 1909, prêt (28 matchs, 0 but)
- 2007-jan. 2013 : Atalanta Bergame (74 matchs, 2 buts)
- jan. 2013-jan. 2014 : Genoa CFC
- jan. 2014-2015 : US Sassuolo
- jan. 2015-2016 : Vicence Calcio